# Théorie de super Yang-Mills
En physique théorique, la théorie de super Yang Mills est une généralisation de la théorie de Yang-Mills incorporant la supersymétrie.
En théorie des supercordes, elle intervient comme théorie effective de basse énergie pour les D-branes dans la limite de découplage de la gravité.